# Sparkasse Osnabrück

Logo der Sparkasse Osnabrück

Die Sparkasse Osnabrück ist nach der Sparkasse Hannover und der Landessparkasse zu Oldenburg sowie der Braunschweigischen Landessparkasse die viertgrößte Sparkasse des Landes Niedersachsen. Sie ist eine öffentlich-rechtliche Sparkasse mit Sitz in Osnabrück in Niedersachsen. Ihr Geschäftsgebiet erstreckt sich über die kreisfreie Stadt Osnabrück und den Landkreis Osnabrück, jedoch ohne die Gemeinden der ehemaligen Landkreise Melle und Bersenbrück.

## Organisationsstruktur
Die Sparkasse Osnabrück ist eine Anstalt des öffentlichen Rechts. Rechtsgrundlagen sind das niedersächsische Sparkassengesetz und die durch den Sparkassenzweckverband Osnabrück als Träger der Sparkasse erlassene Satzung. Organe der Sparkasse sind der Vorstand und der Verwaltungsrat.

## Sparkassen-Finanzgruppe
Die Sparkasse Osnabrück ist Teil der Sparkassen-Finanzgruppe und gehört damit auch ihrem Haftungsverbund an. Er sichert den Bestand der Institute und sorgt dafür, dass sie auch im Fall der Insolvenz einzelner Sparkassen alle Verbindlichkeiten erfüllen können. Die Sparkasse vermittelt Bausparverträge der regionalen Landesbausparkasse, offene Investmentfonds der Deka und Versicherungen der VGH Versicherungen. Im Bereich des Leasing arbeitet die Sparkasse Osnabrück mit der  Deutschen Leasing zusammen. Die Funktion der Sparkassenzentralbank nimmt die Nord/LB wahr.
Die Sparkasse arbeitet mit weiteren Versicherungsgesellschaften zusammen.

## Geschäftsausrichtung
Die Sparkasse Osnabrück wies im Geschäftsjahr 2023 eine Bilanzsumme von 8,301 Mrd. Euro aus und verfügte über Kundeneinlagen von 6,672 Mrd. Euro. Gemäß der Sparkassenrangliste 2023 liegt sie nach Bilanzsumme auf Rang 38. Sie unterhält 43 Filialen/Selbstbedienungsstandorte und beschäftigt 1.133 Mitarbeiter.
Die Sparkasse ist Mehrheitsgesellschafterin der Museum Industriekultur gGmbH.
Die Sparkasse Osnabrück ist Träger zweier Stiftungen. Hierbei handelt es sich um die „Stiftung der Sparkassen im Landkreis Osnabrück“ und die „Stiftung der Sparkasse Osnabrück“.

## Geschichte
Die Sparkasse Osnabrück entstand am 1. Mai 1997 durch die Fusion der Stadtsparkasse Osnabrück und der Kreissparkasse Osnabrück. Doch die Geschichte der Sparkasse reicht noch viel weiter zurück.
Im Jahr 1825 gründete der damalige Bürgermeister Christian Franz Thorbecke die „Spar-Casse der Stadt Osnabrück“. Der Sparkassengedanke erreichte jedoch später auch die ländlichen Gebiete, so dass am 7. Oktober 1882 die „Spar-, Leih- und Vorschuß-Casse für den Amtsbezirk Osnabrück“ durch den Landrat des Amtsbezirks Osnabrück, Geheimer Regierungsrat Carl Grote, nachfolgte. In den 1930er Jahren kam es schließlich zur ersten Fusionswelle. Diese betraf zunächst nur die Institute der „Spar-, Leih- und Vorschußkasse des Amtes Osnabrück“ und der „Sparkasse des Kreises Iburg“. Letztere wurde am 30. März 1933 durch die erstere übernommen. Ein Jahr später, am 1. April 1934, gesellten sich die Samtgemeindesparkasse Dissen und die Sparkasse zu Schledehausen dazu. Zum selben Zeitpunkt schlossen sich ebenfalls zwei weitere Vorgänger der Sparkasse Osnabrück, die Kreissparkasse Wittlage und die Sparkasse der Samtgemeinden Essen und Lintorf in Bad Essen zusammen. Die Vereinigung der beiden Kreissparkassen erfolgte schließlich im Zuge der Kreisgebietsreform im Jahre 1973.

## Auszeichnungen
Im Jahr 2016 erhielt die Sparkasse Osnabrück durch eine Fachjury des Bundesverbandes Deutscher Versicherungskaufleute e. V. und des Gabler Verlages den „Eisenhut-Award 2016“ für die beste Altersvorsorgeberatung in Deutschland. Dreimal hintereinander gewann die Sparkasse Osnabrück in der Vergangenheit „Platin“ in der Rubrik „Beratungssoftware für Altersvorsorgeberatung“. Dafür wurde sie 2016 zusätzlich in die „Hall of Fame“ aufgenommen. In den Jahren 2007–2015 erhielt die Sparkasse Osnabrück durchgängig diesen Award für ihre Zukunftsvorsorgeberatung in Gold bzw. Platin.
2013 wurde die Sparkasse Osnabrück vom Magazin Focus Money ausgezeichnet als „Beste Jugendbank in Osnabrück“.